# Santuario di Nostra Signora del Carmine (Imperia)
Il santuario di Nostra Signora del Carmine è un santuario situato nella frazione di Costa d'Oneglia nel comune ligure di Imperia, capoluogo dell'omonima provincia. La principale festività si celebra il 16 luglio nella ricorrenza religiosa della Madonna del Carmine.

## Storia e descrizione
Situato poco oltre il paese di Costa d'Oneglia, la devozione popolare per la Madonna del Carmine si accentua nel corso del XVII secolo quando la locale chiesa viene eretta al titolo di parrocchiale. Sarà nel 1614 che, in località Carmo, verrà eretto il primo oratorio, una primitiva cappella con un solo altare e un pronao sorretto da due colonne in ardesia.
All'interno è custodita la venerata immagine della Vergine, sostituita in seguito da una statua in marmo. Quest'ultima, per scongiurare il saccheggio compiuto dai soldati francesi nel 1792, presenta la mancanza di alcune dita proprio perché nascosta in un pozzo per evitare il certo trafugamento.
La nascita dell'odierno santuario è legata alla malattia del colera che, nel 1854, colpì il borgo di Oneglia e molti abitanti, per sfuggire al contagio, si rifugiarono nel borgo di Costa preservandosi dalla malattia. Per ringraziare allo scampato pericolo si decise allora l'edificazione di un nuovo santuario tra il 1879 e il 1881. Durante la seconda guerra mondiale, nel 1944, il santuario subì danneggiamenti dai bombardamenti aerei con danni che vennero subito riparati dopo la fine del conflitto bellico.
L'edificio si presenta a pianta ellittica con una grande cupola al centro, inserita in un caratteristico timpano ottagonale, e un pronao sorretto da capitelli di ordine corinzio. L'altare maggiore, ove è custodita la statua mariana, è intitolato alla Madonna del Carmine, mentre i tre altari laterali sono dedicati a sant'Andrea, a san Gioacchino e alla Sacra Famiglia. La chiesa, seminascosta fino a pochi anni fa tra gli ulivi circostanti (da lontano spuntava solo la cupola), a seguito di un recente disboscamento è ora particolarmente visibile dallo svincolo Imperia Est dell'autostrada A10.